# Psywar
A Psywar a norvég black metal együttes Mayhem kislemeze, az ötödik nagylemezről, az Esoteric Warfare-ről. 2014. április 25-én jelent meg a Season of Mist kiadó által. A kislemez két dalt tartalmaz: a címadó "Psywar"-t, ami az Esoteric Warfare lemezen is megjelent, és a 2012-ben felvett, kiadatlan "From Beyond the Event Horizon"-t.

## Számlista
Az összes szám szerzője Mayhem. 
| 1.   | "Psywar"                        | 3:25 |
| 2.   | "From Beyond the Event Horizon" | 4:32 |
| 7:57 |                                 |      |

## Közreműködők

### Mayhem
- Csihar Attila – ének
- Necrobutcher (Jørn Stubberud) – basszusgitár
- Hellhammer (Jan Axel Blomberg) – dob
- Teloch (Morten Iversen) – gitár

### Produkció
- Zbigniew Bielak – borító
- Maor Appelbaum – maszterelés

## Fordítás
Ez a szócikk részben vagy egészben  a   Psywar című angol Wikipédia-szócikk fordításán alapul.  Az eredeti cikk szerkesztőit annak laptörténete sorolja fel. Ez a jelzés csupán a megfogalmazás eredetét és a szerzői jogokat jelzi, nem szolgál a cikkben szereplő információk forrásmegjelöléseként.